# رالف رز
رالف رز (به انگلیسی: Ralph Rose) ورزشکار مرد رشتهٔ دو و میدانی اهل ایالات متحده آمریکا است. وی در بین سال‌های ‎۱۹۰۴ تا ۱۹۱۲ میلادی در مسابقات بازی‌های المپیک تابستانی در مجموع ۶ مدال، شامل ۳ مدال طلا و ۲ نقره و ۱ برنز را کسب کرد.
در جریان بازی‌های المپیک تابستانی ۱۹۰۸ لندن، رالف رز، که پرچم‌دار کاروان المپیک آمریکا بود از فرود آوردن پرچم (که در آن هنگام یکی از پروتکل‌های مسابقات بود) در برابر ادوارد هفتم، پادشاه بریتانیا خودداری کرد. پس از آن، مارتین شریدان، هم‌بازی رالف رز گفت: "این پرچم برابر هیچ پادشاهی روی کره زمین سر فرود نخواهد آورد". این تصور که یکی از بندهای قانون پرچم آمریکا که می‌گوید «پرچم آمریکا برای هیچ شخص یا چیزی پایین آورده نمی‌شود مگر تنها به علامت پاسخ دادن به سلام رسمی یک کشتی خارجی» از حرکت رالف رز گرفته شده، برداشتی نادرست است.